# Кијанип
Кијанип је у грчкој митологији било име више личности.

## Митологија
- Био је краљ Арга и син Адраста и Амфитеје (према Аполодору[1]) или Егијалеја и Комето (према Паусанији[1]). Био је учесник тројанског рата и један од јунака скривених у дрвеном коњу. Умро је без потомства.[2]
- У Тесалији се приповедало да се Фарактов син Кијанип заљубио у веома лепу девојку Леукону. Зато је од њених родитеља испросио њену руку и оженио је. Постао је велики ловац; по читав дан је јурио лавове и дивље вепрове, тако да је увече био сувише уморан да би се посветио својој младој супрузи, толико да није могао ни да разговара са њом. То ју је забринуло и она је одлучила да шпијунира Кијанипа и тако сазна каква уживања на планини заокупљају сву његову пажњу. Опасала је своју хаљину изнад колена (попут статуе Артемиде у лову) и водећи рачуна да је не примети њена слушкиња, отишла за њим у шуму. Међутим, тамо су је напали и растргли његови пси, јер је он био далеко од тог места да би то приметио. Када је пристигао, видео је шта се десило и позвао је своје пријатеље како би направили ломачу за тело његове мртве супруге. Онда је побио своје псе, а затим уз много жаљења и себи одузео живот.[3] Када је ова прича забележена, испод наслова је била написана реч ou, што указује да ову причу можда није написао Партеније, али да научник који ју је тако обележио, није могао да је пронађе у ранијим историјским или митолошким записима. Постоји могућност да је прича изворно Плутархова и да постоји као краћа верзија, односно пасус у делу Parallela Minora и завршава се речима hôs Parthenios ho poiêtês које указују да је одатле узета. Партеније је био радије песник него прозни писац и могуће је да је ово била тема једне његове песме.[3]
- Кијанип је био и човек са Сиракузе, који се успротивио увођењу Дионисовог култа. Зато га је бог казнио; када се једне ноћи напио, силовао је своју кћерку Кијану. Она је тада успела да му стргне прстен са руке и по њему је касније схватила ко је напасник. Земљу је тада почела да пустоши куга и Аполоново пророчиште је објавило да ће то престати када се казни виновник поменутог злочина. Кијана је тада убила оца и себе.[4]